# Trompes d'elefant (astronomia)
Les Trompes d'Elefant són formacions de matèria interestel·lar que s'hi troben a l'espai. Més formalment, els científics de vegades es refereixen a ells com a "pilars moleculars freds, en referència a l'existència de núvols moleculars. Estan situats al veïnat d'estrelles massives de tipus O i tipus B, les quals, a través de la seva intensa radiació, poden crear en expansió regions de gas ionitzat conegudes com a regions H II. Les trompes d'elefant semblen enormes pilars o columnes de gas i pols, però venen en diverses formes, longituds i colors. Els astrònoms estudien trompes d'elefant a causa del seu procés de formació i utilitzant simulacions 2D i 3D per tractar d'entendre com es produeix aquest fenomen.

## Formació
Les estrelles Tipus S i Tipus B són una classificació d'estels que emeten una forta radiació ultraviolada (UV). La radiació UV provoca el núvol circumdant de gas d'hidrogen per ionitzar, formant regions H II. El gas no ionitza uniformement a través del núvol, per tant no es generen grumolls de gas aleatòriament més dens dispersos per tot el núvol. Aquests grups densos es diuen glòbuls gasosos en evaporació (EGGs en anglès), i són el punt de partida per a la formació d'una trompa d'elefant. La forma de pilar es forma quan els EGG actuen com un escut per als gasos que estan darrere dels vents estel·lars. Els vents estel·lars són un flux continu de gas que s'expulsa dels estels i fa que el gas més lleuger i menys dens erosione. Els EGG i la columna de gas "a favor del vent" d'ells és la formació bàsica d'una trompa d'elefant.

## Estructura
Les Trompes d'Elefants es formen en la paret exterior de la regió núvols H II. Els astrònoms només poden estudiar l'estructura de la superfície de les trompes perquè l'opacitat del gas enfosqueix el nucli intern. La longitud de les columnes es mesuren en anys llum, que és la distància que triga la llum a viatjar en un any. Els astrònoms poden calcular les densitats i temperatures dels EGG i les trompes usant observacions d'infrarojos, mil·límetres, i ràdio. Han determinat que trompes d'elefant tenen nuclis freds (20K) envoltades de gas calent (60K) amb una closca calenta exterior (250-320K).

## Exemples

### Pilars de la Creació
L'exemple més famós d'una trompa d'elefant són els Pilars de la Creació. La NASA va ser capaç de produir una imatge d'aquesta formació mitjançant la compilació de diverses imatges juntes preses des del Telescopi espacial Hubble. És a 7.000 anys llum de distància i situat en la Nebulosa de l'Àguila, que és un grup d'estels que són de la mateixa edat a la constel·lació Serpens. Hi ha diverses trompes d'elefants en els Pilars de la Creació i d'una de les columnes és d'al voltant de set anys llum de llarg. Els astrònoms han descobert que ja no existeixen els Pilars de la Creació, ja que van ser destruïts fa 6.000 anys per les ones de xoc d'una explosió estel·lar anomenada supernova. Però l'acabat d'enunciar, fins ara només és una hipòtesi i no un fet cent per cent confirmat, i es basa en uns estudis d'aquesta nebulosa realitzats en el rang electromagnètic de l'infraroig.

### Nebulosa Roseta
La Nebulosa Roseta és un exemple d'una forma inusual que pot formar una trompa d'elefant. Té una estructura de doble hèlix en lloc de la columna recta normal. La doble hèlix és causada per la presència de camps magnètics i corrents elèctrics alineats al llarg de l'eix de les trompes. Això fa que els filaments de les columnes onejen en lloc d'una recta com si estigueren en trompes normals. Aquests filaments s'emboliquen al voltant de l'altre i no s'alineen al costat de l'altre, que forma l'estructura retorçada.

### NGC 7822
L'estrella que forma el complex NGC 7822 a la constel·lació de Cefeu, té diverses formacions de tronpa d'elefants. Alguns d'aquests tenen una forma estreta i lleugerament sinuosa que els fa recordar la trompa d'un elefant.